# Liste der Naturdenkmale in Rheinfelden (Baden)
| Naturdenkmale | Anzahl |
| ------------- | ------ |
| FND           | 2      |
| END           | 2      |
| Gesamt        | 4      |

Die Liste der Naturdenkmale in Rheinfelden nennt die verordneten Naturdenkmale (ND) der im baden-württembergischen Landkreis Lörrach liegenden Stadt Rheinfelden. In Rheinfelden gibt es insgesamt vier als Naturdenkmal geschützte Objekte, davon zwei flächenhafte Naturdenkmale (FND) und zwei Einzelgebilde-Naturdenkmale (END).
Stand: 13. November 2016.

## Flächenhafte Naturdenkmale (FND)
| Name                     | Bild | Kennung     | Einzelheiten | Position | Fläche Hektar | Datum         |
| ------------------------ | ---- | ----------- | ------------ | -------- | ------------- | ------------- |
| Moosloch                 | BW   | 83360690007 | Rheinfelden  | ⊙        | 1,9           | 26. Nov. 1987 |
| Schafhalde Degerfelden   | BW   | 83360690008 | Rheinfelden  | ⊙        | 2,5           | 4. Aug. 1989  |
| Legende für Naturdenkmal |      |             |              |          |               |               |

## Einzelgebilde (END)
| Name                                 | Bild | Kennung     | Einzelheiten | Position | Fläche Hektar | Datum         |
| ------------------------------------ | ---- | ----------- | ------------ | -------- | ------------- | ------------- |
| Karsthöhle (Tschamberhöhle)          |      | 83360690003 | Rheinfelden  | ⊙        | 0,0           | 13. Juli 1987 |
| Nagelfluhhöhle (Bettlerküche) Karsau |      | 83360690002 | Rheinfelden  | ???      | 0,0           | 13. Juli 1987 |
| Legende für Naturdenkmal             |      |             |              |          |               |               |